# Nathaniel Scudder
Nathaniel Scudder (* 10. Mai 1733 bei Huntington, Provinz New York; † 17. Oktober 1781 bei Shrewsbury, New Jersey) war ein amerikanischer Arzt und Politiker. Er war ein Delegierter für New Jersey im Kontinentalkongress, wo er die Konföderationsartikel unterzeichnete.

## Werdegang
Scudder besuchte das College of New Jersey (heute Princeton University), wo er 1751 graduierte. Dann studierte er Medizin und fing anschließend im Monmouth County (New Jersey) zu praktizieren an. Sein Haus liegt heute innerhalb der Stadt Freehold.
Als die Amerikanische Revolution die Kolonien spaltete, unterstützte er die Rebellenseite. In seinem County war er ein Mitglied des Committee of Safety und repräsentierte diesen 1774 beim Provinzkongress. Im selben Jahr wurde er zum Lieutenant Colonel im ersten Milizregiment des Countys ernannt. Dann wurde er 1775 und 1776 in die New Jersey General Assembly gewählt, deren Speaker er 1776 war.
Scudder wurde 1777 zum Colonel seines Milizregiments befördert und anschließend als Delegierter in den Kontinentalkongress geschickt. Während des Sommers 1778 war er so ausgelastet, dass er seine Arztpraxis ganz aufgeben musste. Im Anschluss darauf teilte er seine Zeit zwischen dem Kongress und der Miliz auf. Im Juni führte er sein Regiment bei der Schlacht von Monmouth an. Ferner schrieb er eine Reihe von leidenschaftlichen Briefen an die lokalen und staatlichen Führer die Konföderationsartikel zu verabschieden. Als die Legislative von New Jersey sie dann im November absegnete, bestätigte er sie für seinen Staat im Kongress.
In den nächsten Jahren setzte er seine Tätigkeit als Politiker und Milizkommandant fort. Schließlich führte er am 17. Oktober 1781 einen Teil seines Regiments gegen eine britische Armee, die auf der Suche nach etwas Essbarem war, an und wurde bei einem Gefecht nahe Shrewsbury getötet. Anschließend wurde er auf dem Tennant Church Graveyard beigesetzt.
Scudder war das einzige Mitglied des Kontinentalkongresses, das bei einer Schlacht während des Unabhängigkeitskrieges starb.